# Politics
«Politics» es una canción de la banda estadounidense de nu metal Korn. Fue lanzada el 29 de agosto de 2006 como el tercer y último sencillo de su séptimo álbum de estudio See You on the Other Side, editado en diciembre de 2005. También es el último sencillo de Korn que presenta a David Silveria en la batería.

## Concepto
"Se trata simplemente de que no me gusta hablar de política. Quiero decir, hay política en todo, y no es necesariamente política gubernamental. Hay quién se va a acostar con quién para salir adelante, quién va a hacer esto para conseguir aquello... .. Lo veo en la iglesia, la vida cotidiana, el gobierno. De eso estoy hablando, no de la estupidez que está pasando con los tipos de traje y sus puntos de vista y sus lobbys y sus esto y aquello. He sido una verdadera banda política. Soy político hasta el punto que afecta la vida humana, desde el calentamiento global hasta las cuestiones del aborto y mis derechos sobre las armas, ese es el tipo de política que me importa. Las otras tonterías con los impuestos. o quién va a estar por delante [en las elecciones], realmente no me importa. Obviamente, incluso salir a votar no cuenta, todo se basa en los votos del Colegio Electoral. ¿Qué diablos puedo hacer? Solo espero a que este presidente salga de su cargo y espero que podamos encontrar a alguien que pueda hacer un mejor trabajo. Pero ¿qué sabemos realmente? Quizás esté haciendo lo correcto, no lo sabes. Estamos todos tan confundidos con lo que sucede. ¿Entiendes que si no tuviéramos petróleo, los Estados Unidos de América dejarían de existir y todos moriríamos? Si realmente lo piensas, el petróleo es lo que nos mantiene a todos en marcha, nos proporciona nuestras medicinas, nos proporciona nuestros alimentos, nos proporciona todo." – Jonathan Davis

## Video musical
El vídeo fue filmado en vivo el 26 de agosto de 2006 en el Anfiteatro Alpine Valley en East Troy, Wisconsin, durante el Family Values Tour. Junto con una sesión de cámara tradicional realizada por Chris Kantrowitz, la banda puso cámaras portátiles en manos de diez miembros de su club de fans y fanáticos del área local a quienes se les dio todos los pases de acceso para filmar la actuación y cualquier metraje detrás de escena que eligieran. Fue lanzado exclusivamente en MP3.com el 3 de octubre de 2006.

## Lista de canciones

### Descarga digital
1. "Politics" (Clean/Explicit) – 3:16
2. "Twisted Transistor" (Live in Athens, Clean/Explicit) – 3:24
3. "Hypocrites" (Live in Holland, Clean/Explicit) – 4:06

### Digital election day EP
1. "Politics (Morel Pink Noise Mix)" – 4:00
2. "Politics (Claude Le Gache Edit)" – 3:54
3. "Politics (Gomi Remix Radio Edit)" – 4:03

### US promo CD
1. "Politics"

### US promo maxi-single CD #1
1. "Politics (Claude LeGache Club Mix)" – 7:25
2. "Politics (Passengerez Neokon Remix)" – 6:25
3. "Politics (Claude LeGache Edit)" – 3:54
4. "Politics (Claude LeGache Mixshow Remix)" – 5:57

### US promo maxi-single CD #2
1. "Politics (Gomi Main Mix)" – 7:33
2. "Politics (Gomi Radio Edit)" – 4:03
3. "Politics (Claude LeGache Dub Mix)" – 7:22
4. "Politics (Claude LeGache French Dub Mix)" – 8:06
5. "Politics (Dave Bascombe Main)" – 2:55
6. "Politics (Dave Bascombe Instrumental)" – 2:54